# كاخيتي

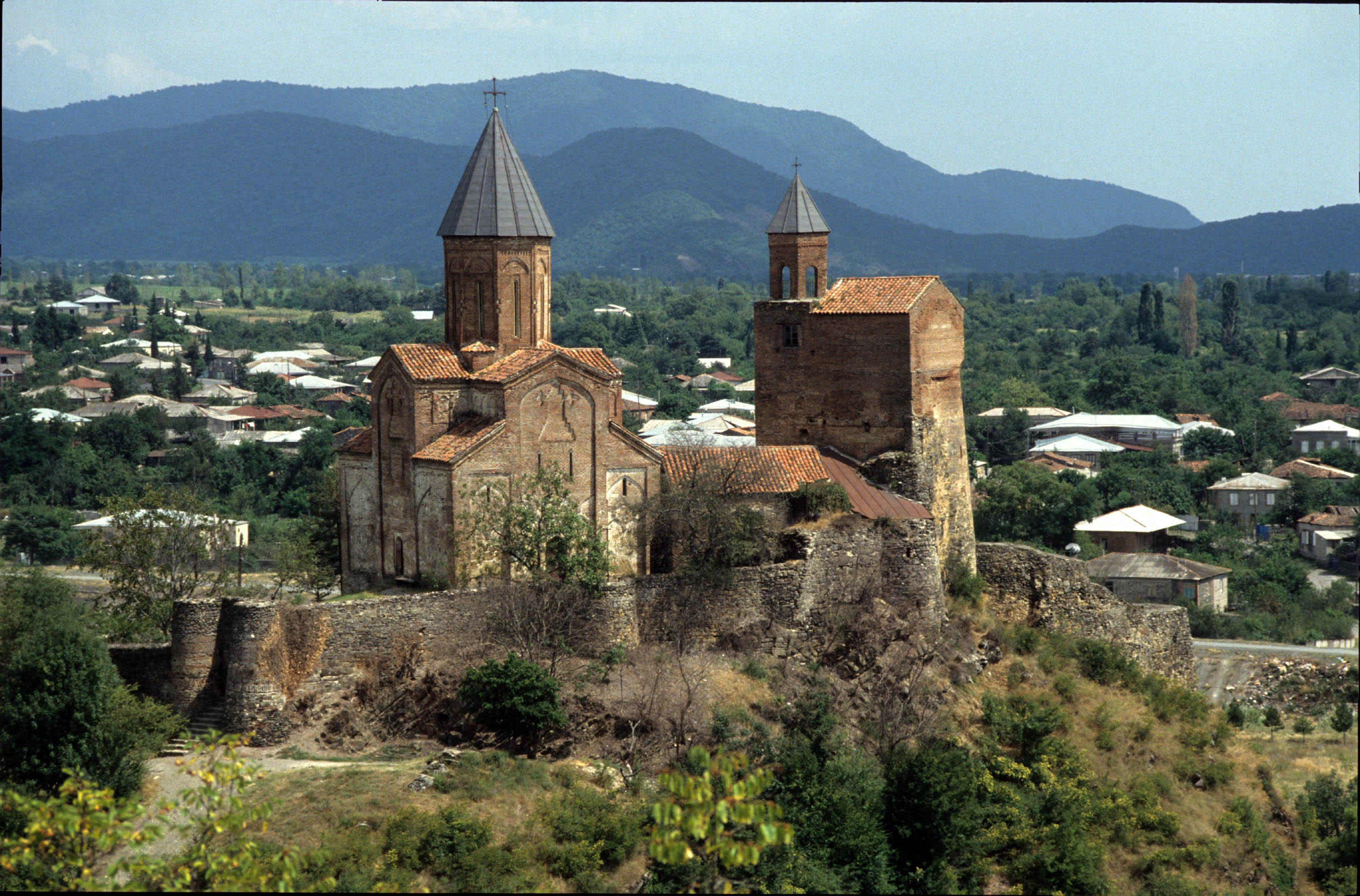

كاخيتي (بالجورجية კახეთი) - إقليم تاريخي يقع في شرق جورجيا، علي أعالي نهري نهر لوري [الإنجليزية] ونهر آلازاني.
اسم «كاخي» هو تلك المجموعة العرقية الجورجية التي سكنت شرق جورجيا، والمقطع «يت» يشير إلي تلك المنطقة التي كان يقطنها ذلك الشعب.
حتي القرن الخامس كانت كاخيتي جزء من «مملكة كارتلي»، ثم أصبحت مملكة مستقلة هي مملكة كاخيتي، ثم انضمت إلي المملكة الجورجية في القرن الثاني عشر، وفي منتصف القرن الخامس عشر انضمت إلي خانية القازاق، ومنذ عام 1762 انضمت إلى «مملكة كارتلي-كاخيتي» ثم أصبحت جزء من الأمبراطورية الروسية منذ عام 1801.

## العاصمة
تلاوي

## اللغة
اللغويون يصنفون اللهجة الكاخيتية كأحدي اللهجات الجورجية.

## السكان
في 1 يناير 2015 بلغ عدد سكان "كاخيتي 318,900 شخص، يعيش في محافظة كاخيتي الكثير من الكيست "اسلاف الشيشانين "والذين استقروا في وادي بانكيسي في المنطقة الشرقيّة من محافظة كاخيتي الجورجيّة منذ عام 1839.